# Silene confertiflora
Silene confertiflora är en nejlikväxtart som beskrevs av Chowdh. Silene confertiflora ingår i släktet glimmar, och familjen nejlikväxter. Inga underarter finns listade i Catalogue of Life.